# 元钦 (钜平县侯)
元钦（470年—528年5月17日），字思若，河南郡洛阳县（今河南省洛阳市）人，追尊魏景穆帝拓跋晃之孙，阳平幽王拓跋新成之子，北魏宗室、官员。

## 生平
元钦在幼年时就受到魏献文帝拓跋弘和魏孝文帝元宏的看重。太和年间，元钦以元士为起家官，很快升任正员郎，转任左中郎将。景明初年，元钦出任司徒右长史。正始末年，元钦出任辅国将军、尚书吏部郎中，转任散骑常侍、给事黄门侍郎。当时北魏的荆扬地区天降暴雨，朝廷任命元钦以给事黄门侍郎持节前往慰劳，返回后元钦出任大鸿胪卿，很快出任度支尚书，转任大宗正卿、七兵尚书，又加抚军将军、仍为七兵尚书。元钦为生母李太妃守丧，服丧结束后出任镇南将军、金紫光禄大夫，升任卫大将军、中书监，又出任尚书右仆射。正光三年十二月乙酉（523年1月29日），车骑大将军、尚书右仆射元钦加仪同三司，又出任宗师、侍中、尚书左仆射、骠骑大将军、仍仪同三司。元钦的脸色特别的黑，当时的人称他为黑面仆射。元钦与堂兄元丽的妻子崔氏通奸，受到御史中尉封回的弹劾奏告，遇到大赦免于处罚。当时北魏准备南征，任命元钦为大将军、二道都督，得胜后元钦回朝担任司州牧、骠骑将军、仪同三司。元钦因为患病请求解除职务，因此出任侍中、特进、左光禄大夫。元钦年轻时喜爱学习，很早有好名声，当时的人编歌谣说：“皇宗气派轩昂，是元寿安、元思若。”等到元钦晚年地位尊贵，不能有所匡正补益，有见识的人轻视他。元钦曾委托青州人高僧寿给儿子寻找老师，老师到了之后，没过多久就逃走了。元钦为此责备高僧寿，高僧寿性格滑稽，反而对元钦说：“一般人断绝饮食，七天就死了，这人刚断绝饮食五天，就迅速逃遁，去掉食物接受诚信，实在有所缺略。”元钦因此大为惭愧，从此对待客人逐渐优厚。之后，元钦出任侍中、司空公，封钜平县开国侯，食邑五百户。建义元年四月庚子（528年5月17日），尔朱荣发动河阴之变，元钦在北芒之阴被杀死，虚岁五十九。朝廷赠予侍中、太师、太尉、尚书令、骠骑大将军、定州刺史，谥号文懿，派遣鸿胪和太常监护丧事，赠予最高等级的东垣秘器、朝服一套，以太牢之礼祭祀，永安元年十一月甲寅朔八日辛酉（528年12月4日）葬于西陵。

## 其他
魏宣武帝元恪去世后，领军于忠假托皇帝诏书杀死左仆射郭祚、尚书裴植和都水使者韦俊，韦俊死前向元钦上诉称冤，元钦知道却不敢为韦俊伸冤昭雪。
崔休到当了尚书之后，儿子崔仲文娶丞相元雍第二女，女儿嫁给领军元乂庶长子秘书郎元稚舒，崔休倚仗着两家，志气略微改变，内心洋洋得意，轻视和欺负同僚。尚书令李崇、左仆射萧宝寅、右仆射元钦都以元雍和元乂的缘故而畏惧崔休。

## 家庭

### 父母
- 拓跋新成，北魏征西大将军、内都大官、阳平幽王
- 顿丘李氏，东晋南顿郡太守李贤孙女，刘宋龙骧将军、哲县侯李超之女[14][15]

### 兄弟
- 元頤，北魏青州刺史、阳平庄王
- 元衍，北魏雍州刺史、广陵康侯
- 元振，北魏征西大将军、夏州刺史、文烈公
- 元某，北魏夏州刺史、西郡公
- 元匡，北魏镇东将军、关右都督、尚书行台、济南文贞王
- 元颺，北魏左中郎將、显武将军

### 儿子
- 元崇业，北魏宁朔将军、员外散骑常侍[16]
- 元诞业，北魏襄威将军、员外散骑侍郎[17]
- 拓跋子孝，西魏柱国大将军、特进、尚书令、少师、义阳公